# جایزه بزرگ بریتانیا ۱۹۵۱
جایزه بزرگ بریتانیا ۱۹۵۱ (انگلیسی: ‎1951 British Grand Prix‎) یک مسابقهٔ موتوری در رشتهٔ اتومبیل‌رانی فرمول یک بود که در تاریخ ۱۴ ژوئیه ۱۹۵۱ در پیست سیلورستون واقع در سیلورستون، انگلستان برگزار شد. این گراند پری در میان ۸ گراند پری در فصل ۱۹۵۱، مسابقهٔ شمارهٔ ۵ بود.
در این مسابقه که در ۹۰ دور و به مسافت ۴۰۸٫۴۱۰ کیلومتر (۲۵۳٫۷۷۴ مایل) برگزار شد، پول پوزیشن توسط خوزه فریلان گونزالز کسب شد و سریع‌ترین زمان برای طی یک دور پیست که برابر با ۱:۴۴٫۰ بود نیز توسط نینو فارینا به ثبت رسید.
خوزه فریلان گونزالز از تیم فراری، خوان مانوئل فانخیو از تیم آلفا رومئو و لوییجی ویلورزی از تیم فراری به‌ترتیب مقام‌های اول تا سوم مسابقه را کسب کردند.

## رده‌بندی قهرمانی پس از مسابقه
| رده‌بندی قهرمانی رانندگان \| \| جایگاه \| راننده \| امتیاز \| \| -------- \| ------ \| ------------------- \| ------ \| \| \| ۱ \| خوان مانوئل فانخیو \| ۲۱ \| \| \| ۲ \| نینو فارینا \| ۱۵ \| \| ۲ \| ۳ \| لوییجی ویلورزی \| ۱۲ \| \| ۵ \| ۴ \| خوزه فریلان گونزالز \| ۱۱ \| \| ۲ \| ۵ \| لی والارد \| ۹ \| \| منبع:[۱] \| \| \| \| |        |                     |        |
| | جایگاه | راننده              | امتیاز |
| | ۱      | خوان مانوئل فانخیو  | ۲۱     |
| | ۲      | نینو فارینا         | ۱۵     |
| ۲ | ۳      | لوییجی ویلورزی      | ۱۲     |
| ۵ | ۴      | خوزه فریلان گونزالز | ۱۱     |
| ۲ | ۵      | لی والارد           | ۹      |
| منبع: |        |                     |        |

یادداشت
- تنها پنج جایگاه نخست از هر رده‌بندی نمایش داده شده‌است.